# Santuario di Maria Santissima Madre della Divina Provvidenza
Il santuario di Maria Santissima Madre della Divina Provvidenza si trova a Pancole, nel comune di San Gimignano, da cui dista 5 km, in provincia di Siena, arcidiocesi di Siena-Colle di Val d'Elsa-Montalcino:  si trova sulla variante collinare della via Francigena.

## Storia

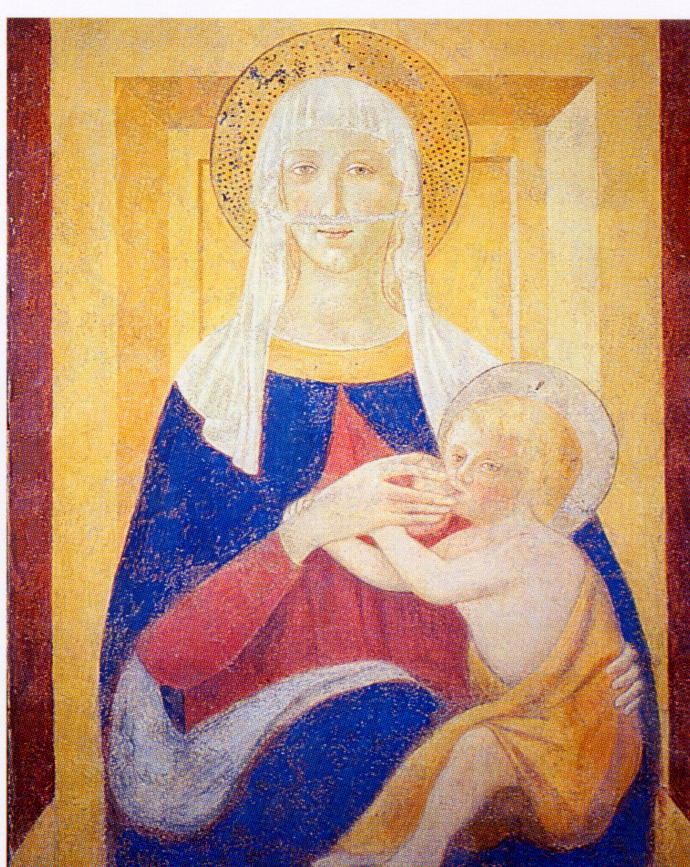
Pier Francesco Fiorentino, l'affresco miracoloso

Nello stesso luogo dove ora si trova la chiesa sorgeva un'edicola, sulla quale Pier Francesco Fiorentino aveva affrescato l'immagine della Vergine allattante il Bambino (verosimilmente tra il 1475 e il 1499). Successivamente l'edicola venne trascurata e, franato il tettino, fu coperta da rovi ed edera fino a scomparire alla vista.
Nella seconda metà del XVII secolo, tutta la Valdelsa conobbe un periodo di miseria e carestia dovuto alla siccità.
Si racconta che nei primi giorni di aprile del 1668 Bartolomea Ghini, una pastorella muta dalla nascita, fosse particolarmente triste per la propria povertà e portando il gregge al pascolo fu colta da disperazione, tanto che pianse a dirotto. A quel punto le apparve una bella signora che le chiese il motivo di tanta tristezza. Quando Bartolomea rispose, la signora la rassicurò dicendole di andare a casa poiché lì avrebbe trovato la dispensa piena di pane, l'oliera piena d'olio e la cantina piena di vino.
A quel punto Bartolomea si rese conto di aver parlato e scappò a casa chiamando a squarciagola i genitori, anch'essi stupefatti di sentire la figlia parlare e di trovare la dispensa piena
Tutti i paesani vollero quindi andare nel pascolo dove questa diceva di aver visto la misteriosa signora, ma trovarono soltanto un cumulo di rovi. A questo punto con falci e roncole estirparono le piante, per scoprire che nascondevano l'edicola con l'immagine che Bartolomea diceva ritrarre la signora che aveva incontrato.
Nell'estirpazione dei rovi l'immagine fu graffiata da una roncola e il segno è tuttora visibile.
Da allora si decise di venerare la Madonna con il titolo di Madre della Divina Provvidenza.
Queste notizie attirarono una moltitudine di pellegrini che portavano offerte e materiale edile per l'edificazione di una chiesa, affinché l'immagine fosse protetta. Grazie a tanta collaborazione la chiesa fu eretta e consacrata in soli due anni (i lavori finirono nel 1670).
Nel 1923 la chiesa fu elevata alla dignità di Santuario Diocesano.

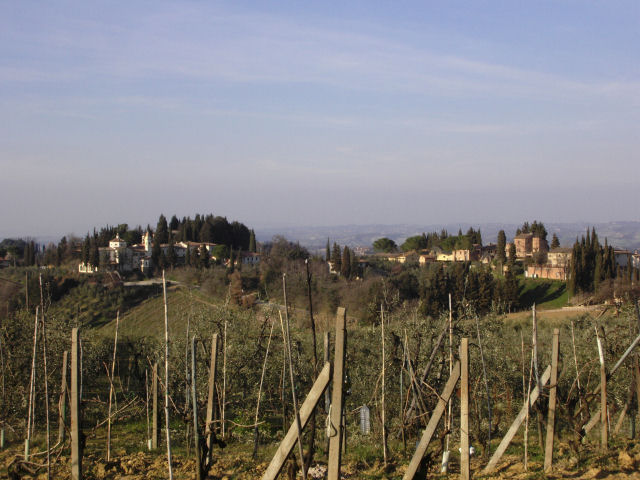
Veduta del Santuario (sulla sinistra) e della Fattoria di Pancole (sulla destra)

Il 14 luglio 1944 i tedeschi in ritirata minarono la chiesa che venne quasi completamente distrutta: si salvò solo la parete dell'altare dov'è posta l'immagine sacra. La ricostruzione del Santuario venne in un primo momento affidata all'ingegner Dino Loni, il quale proponeva un edificio in stile neoclassico a pianta centrale con alta cupola, più piccolo nelle dimensioni, ma assai più imponente. Alla fine fu ricostruito secondo il precedente modello, affidando la direzione dei lavori al professore e architetto Severino Crott: il Santuario fu riconsacrato il 19 ottobre 1949.
Il 12 ottobre 1997 la reggenza dell'edificio fu trasferita dal Clero secolare all'Istituto dei Servi del cuore immacolato di Maria.
Nel 2000 e nel 2025 il santuario è stato scelto come luogo giubilare per la concessione dell'indulgenza plenaria.

## L'interno

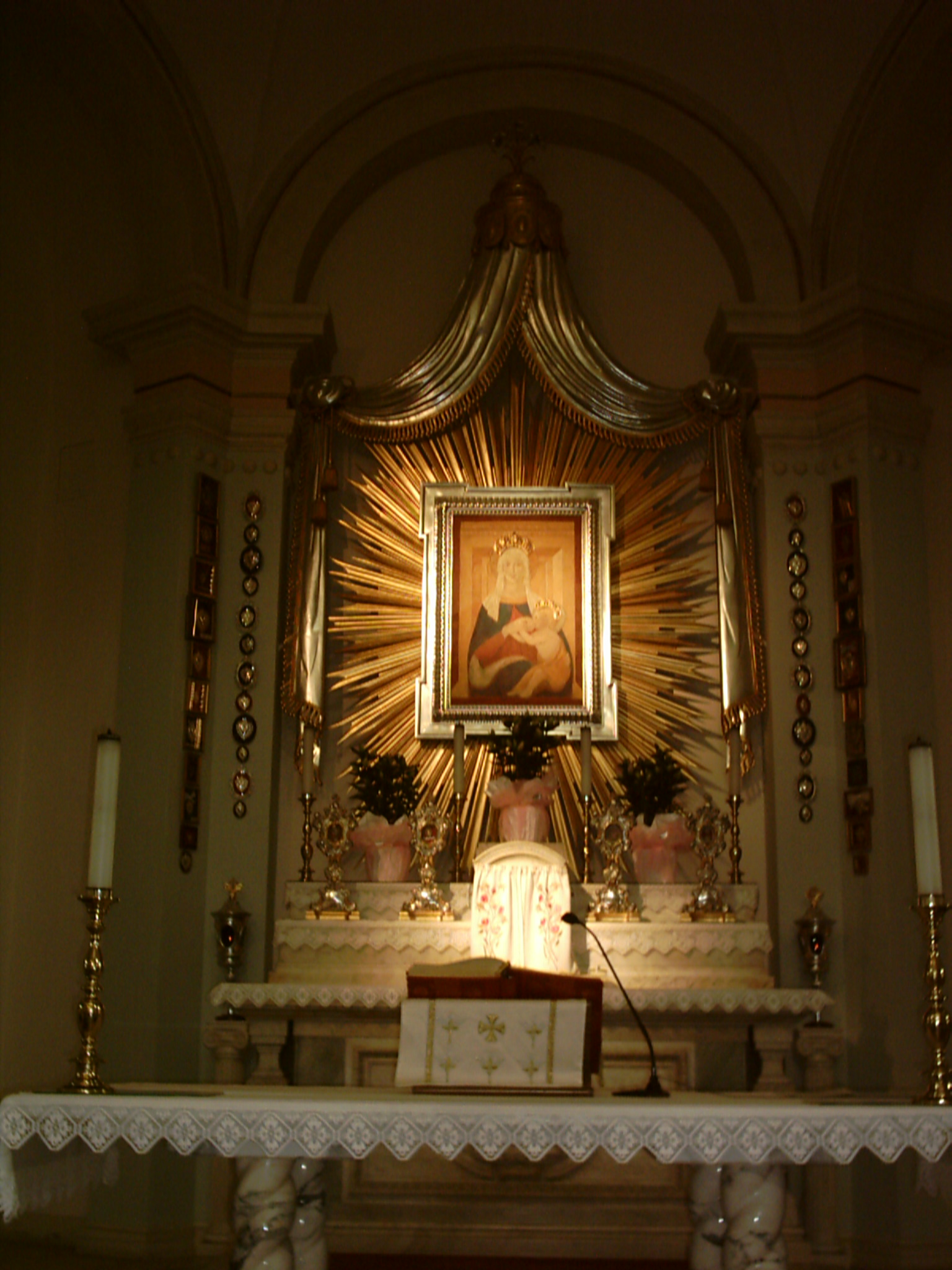
L'altare maggiore con l'affresco di Pier Francesco Fiorentino

Oltre alla Vergine allattante il Bambino, di Pier Francesco Fiorentino, all'interno si conservano due sculture lignee policrome del XVII secolo, raffiguranti Santa Giulitta con il figlioletto Quirico e San Geminiano, entrambe provenienti dalla chiesa di San Quirico.
Sono conservate anche centinaia di ex voto, piccole tavolette dipinte lasciate in segno di devozione dai fedeli.